# Горловое пение

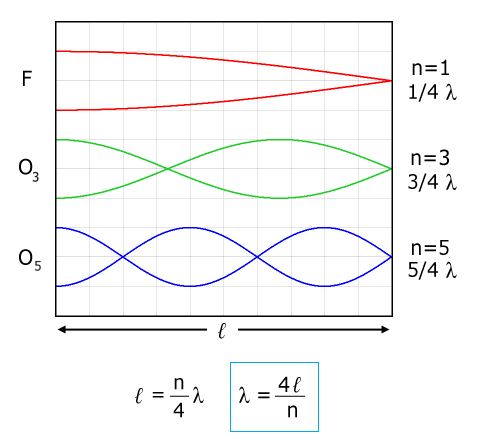
График звуковых колебаний третьего (O_{3}) и пятого (O_{5}) обертонов. F — базовая частота.

Горловое пение, горлохрипение (обертонное пение, англ. overtone-singing — устаревшее неточное название из литературы западных стран) — техника пения с необычной артикуляцией в глотке или гортани, развитая у монгольских народов (халха-монголы, буряты), тибетцев, инуитов, саамов (йойк), а также у некоторых тюркских (например, у тувинцев) и тунгусо-маньчжурских народов. Сущность горлового пения заключается в том, что певец поёт одновременно два звука: основной тон (бурдон) и обертон к нему.
Различаются несколько стилей горлового пения, например, в случае тувинско-алтайской традиции — от «оголошенного хрипа» стиля кыргыра (каргыраа), до «оголошенного гудения»/«свиста» (гортанно-носовых резонансов) стилей хоомей/сыгыт. Название второго основного стиля — хоомей — связанное с понятием «гортань», нередко обозначает любой вид горлового пения вообще.

## Исполнение
Обычно горловое пение состоит из основного тона (низкочастотного «жужжания») и верхнего голоса, который движется по тонам натурального звукоряда (обычно используются 4 — 13 обертоны).
Гортань и связки генерируют основной тон (например, в тувинском стиле каргыраа он может быть очень низким (до 50 Гц), подражая рокоту земли), а рот и язык работают как «резонаторная камера», фильтруя обертоны. Певец фокусируется на одном из них, делая его слышимым. Например, в стиле сыгыт выделяются высокие обертоны, напоминающие свист ветра.
Обертоны хорошо слышны, когда компоненты звука усиливаются путём изменения формы резонирующих полостей рта, горла, носовых пазух. При этом можно переключаться между полостями организма, но, как бы присвистывая, повышать тон и глотки. Это позволяет певцу издавать одновременно несколько тонов.
В обычном пении или речи наш мозг фокусируется на основном тоне, а обертоны сливаются в единый тембр. Горловое пение «раскладывает» звук на слои, делая обертоны «осознанным элементом музыки».

## Распространённость
Горловое пение характерно для культуры ряда тюркских (тувинцы, тофалары, алтайцы, башкиры, татары, хакасы, якуты, казахи, киргизы), монгольских (халха-монголы, буряты, калмыки) и тунгусо-маньчжурских (эвенки, эвены) народов. Для исполнения длинных эпических сказаний существует стиль кай у алтайцев, хай у хакасов. Горловое пение башкир называется узляу. У якутов оно имеет название хабарҕа ырыата. По звучанию и технике исполнения этот древний якутский стиль полностью соответствует тувинскому стилю каргыраа. У славян были понятия «ревы» и «вопы», от слов «реветь» и «вопить», «выть», «реветь мёртвым/плачевым голосом» (например, в голошении и причети, запрещённых Петром I в 1710-х годах), и схожие певческие понятия от слов «дуть» или «гудеть» (ср. дудка/дуда и гудок/гусли). Е. В. Гиппиус и З. В. Эвальд пишут о резком, пронзительном или сдавленно-приглушенном звучании голосов пинежских исполнительниц, напоминающем звуки гобоя или кларнета. Собиратель и исследователь былин Русского Севера П. Н. Рыбников, один из открывателей былинного сказительства Обонежья, отмечал особые призвуки в живом исполнения народного сказителя Козьмы Романова: 

Всё его пение — на каких-нибудь трёх нотах, но вибрации голоса удивительно помогают ему разнообразить напевы. По-видимому, ни с того ни с сего старик вдруг ускорит пение и точно расколет голос, а выйдет отлично и совершенно под лад содержанию.

Тувинское горловое пение использует приём хоректээр («петь грудью»). Подобное же раздвоение человеческого голоса в пении лежит в основе не только тувинского хоректээра, но и якутского кысылаха, башкирского узляу. Часто горловое пение в целом в Монголии и Тыве обозначается словом хоомей, так как это наиболее распространённый и внутренне разнообразный стиль в регионе.
У тибетцев горловое пение используется для речитации буддийского канона, и в тибетской традиции существует ряд учебных институтов, готовящих исполнителей горлового пения специализированно. Среди них выделяются монастыри Гьюме (Гьюдмед) и Гьюто.
Горловое пение имеется в культурах южноафриканского народа коса, где оно называется umngqokolo, и канадских инуитов (katajjaq или Iirngaaq). У обоих народов оно традиционно исполняется женщинами. Традиция женского парного горлового пения у айнов, рекухкара, прервалась в 1976 году со смертью в Японии последней носительницы.
В Европе горловое пение используется пастухами на о. Сардиния, а также на севере, в Исландии, Ирландии (шан-нос, досл. «старый стиль») и у саамов.

## Виды горлового пения

### Саяно-алтайский пояс
- каргыраа у тувинцев (от тув. каргыраар — «рычать, хрипеть») / хархираа — низкий, гортанный стиль с упором на сверхнизкий основной тон (позволяет извлекать нижние звуки, напоминающие рёв бури или рокот землетрясения; часто используется в шаманских обрядовых песнях и при исполнении эпосов);
- хоомей (с тув. досл. — «гудеть») / кюмей — стиль, соблюдающий баланс между основным тоном и обертоном; общее название для горлового пения в тувинском языке;
- сыгыт (с тув. досл. — «свистеть») / сыхыт — в стиле доминирует высокий обертон;
- борбаннадыр (от сл. борбанна — «перекатывать») / бербендер — исполняемый одиночно прерывистый (не на одном дыхании), интонированный стиль; родствен хоомею, но если в хоомее мелодия останавливается на тянущемся (остинатном) звуке и на фоне его звучания певец может выделять из него обертоны, образующие вторую мелодию, мелодическую речитацию с песенными словами, то в стиле борбаннадыр мелодия как бы периодически выбрасывает перекатывающиеся звуки без слов; может сочетаться с другими стилями для украшения мелодии: например, существуют борбаннадыр сыгыта, борбаннадыр каргыраа, борбаннадыр хоомея;
- эзенгилээр (от слова эзенги — «стремена») — мягкий, напевный стиль[21][22].

Если в каргыраа и борбаннадыре нижний голосовой бурдон формируется в большой октаве, то в стиле эзэнгилээр и сыгыт он звучит в малой октаве, соответственно обертоновый «вокализ» отстоит от него на 3-3,5 октавы выше.
Алтайцы различают в горловом пении (кай) три стиля по манере интонирования: 
- куулап кайла («гудящий кай»);
- каргырлап кайла («хрипящий кай»);
- сыгырты кайла («свистящий кай»).

Их названия указывают на сходство со стилями горлового пения у тувинцев (каргыраа, сыгыт).
Также в публицистике встречаются и другие названия тех же стилей:
- хатхара;
- кхомей;
- сыбыскы[23].

О горловом звуке, используемом в алтайском кае, иногда говорят: «коомейчит», то есть «играет голосом как на музыкальном инструменте» (ср. комус по-алтайски).

### Хакасия
Общим названием для горлового пения у хакасов является хай (хайлас). Применяется в исполнении эпоса алыптығ нымах (сказители носят название хайджи), шаманских обрядах, общении с духами-покровителями (таңы), часто в инструментальном сопровождении (на щипковом чатхане и ударном хобырахе; в прошлом использовался также 2-3-струнный щипковый лютневидный хомыс). Владение хаем обязательно для хайджи (по преданию, в прошлом искусством владели ханы, т.е. богатыри). «Хайджи должен петь богатырским голосом» — говорил известный хакасский сказитель Семён Прокопьевич Кадышев. По высоте звука и способу звукоизвлечения хай подразделяется на следующие стили:
- «низкий хай» — хырлап/хырлада хайлирға («петь горловым пением с хрипом») или харлыға хайлирға («петь горловым пением с ревом»);
- «средний хай» — кÿÿлеп/кÿÿледе хайлирға («петь горловым пением с гудением»);
- «верхний хай» — сығыртып/сығырта хайлирға («петь горловым пением с верхним гудением и свистом»)[27];

### Якутия
Эпической основой якутского песенного искусства являются тойук (развёрнутая эпическая импровизация, один из древнейших жанров якутского фольклора), а также сказание олонхо (сказители называются олонхосутами), при исполнении которых применяются следующие стили:
- дьиэрэтии ырыа — лирические песни с элементами горлового пения; олонхосуты изображают этим стилем речь богатырей Среднего и Верхнего миров, а остальные жители Среднего мира говорят в стиле дэгэрен ырыа, в котором элементы горлового пения почти не встречаются;
- мурун ырыата — «назальная песня»;
- такалай ырыата — «нёбная песня»;
- хабарҕа ырыа («якутская каргыраа») — собственно горловое пение, ставшее общим названием в якутском языке;
- хоксуо ыллы / ырыа — пение с хрипами в горле, «гнусавая песня»[28][29][30];

### Башкирия
В башкирском языке для горлового пения имеется общее название узляу (с башк. досл. — «тянуть»). Название узляу указывает на непрерывность звучания (узып тарту).
- кара-узляу или тюбен-узляу — «темное» или низкое горловое пение;
- югары-узляу — высокое горловое пение;
- бала-узляу или катын-узляу — детское или женское горловое пение.

Виды горлового пения у башкир ориентированы, как и у тувинцев, на регистровое членение музыкального пространства. Так, у тувинцев каргыраа, а у башкир кара- или тюбен-узляу (обычный, низкий) ориентированы на звуки нижнего, тувинский сыгыт, башкирский югары узляу (высокий) — на звуки верхнего, а тувинский хоомей, башкирский бала- или катын-узляу (детский, женский) — соответственно, на звуки среднего регистров.

### Киргизия
Горловые призвуки при исполнении эпоса Манас (у манасчи) встречаются в современных экспериментах, сочетающих традиции и инновации; реликты живой традиция сохраняются в жанре народных песен ыр, охватывающем лирику, эпос, обрядовые и бытовые темы.
Киргизское горловое пение известно под общим названием «ооз комууз» (өз комуз) — ср. хомусом и хоомеем у тувинцев.

### Казахстан и Каракалпакстан
Если у восточно-тюркских племен эпические сказания обозначаются термином кай, хай, то в западном ареале тюркского мира — (щ)ыр, жыр. Таким образом, жыр и кай оказываются близкими до синонимии, слова и выражения жыр-кай, жырла-кайла, жырау жырлайды, жырламак по отношению к эпосу подразумевают «сказывание», «говорение речитативом» (ср. «причитывание»/«причитание» и «заговаривание»).
Горловой звук используется в эпосе у каракалпаков и казахов (кармакчинская традиция). Если эпос у казахов и каракалпаков называется жыр, то их создатели — жырау, а исполнители — жыршы.
Среди крупных эпических поэм особое место занимают дастаны — развернутые поэтические сказания, сочетающие в себе «прозу, стихи и музыку». В Каракалпакстане один из способов интонирования при исполнении дастанов — «горловой», вносящий определенную тембро-звуковую окраску в звучание. В традиции его определяют как «жырлау» (петь «внутренним, закрытым голосом»). В процессе выступления жырау демонстрирует своё искусство не только в игре на кобызе, но и в пении. Если «прозаические разделы излагаются естественным голосом, то музыкально-поэтические в гортанной (т.е. горловой) манере, что придает мелодии чрезвычайно высокий уровень напряжения и экспрессии». Сказитель исполняет эпос сдавленным, неестественным голосом с хриплыми, фальцетными призвуками в высоком регистре, что отдаленно напоминает сыгыт — один из стилей тувинского горлового пения.
Среди казахов Кармакчинского района Кызылординской области также сохранилась «древняя традиция пения эпоса с горловыми призвуками (комеймен жырлау)». Эпическое интонирование кармакчинцев сходно с пением каракалпакских жырау: оно производится сдавленным горлом с использованием фальцетных призвуков в высоком регистре.

### Циркумполярный пояс
Музыкальное горлохрипение на вдох и выдох является важнейшей частью интонационно-акустической культуры ряда коренных народов арктического региона планеты — чукчей, коряков, юкагиров, долганов, ненцев, эскимосов, иннуитов.
Коренные малочисленные народы, проживающие на арктической территории России, можно примерно подразделить по принадлежности к языковым группам: чукчи, коряки, кереки, ительмены (чукотско-камчатская), эскимосы, иннуиты (эскимосско-алеутская), эвенки, эвены (тунгусо-манчжурская), северные саха, долганы (тюркская), ханты, манси, коми, карелы, саамы (финно-угорская), нганасаны, ненцы, энцы, селькупы (самодийская), кеты (енисейская), либо носители ни на кого не похожих, так называемых «изолированных» языков (юкагиры, нивхи).
У инуитов Канады этот специфический тип звукоподачи (на вдох-выдох) получил известность как «вокальные игры инуитов» или «горловые игры женщин» (сами инуиты называют этот тип интонирования катаййаит). У иннуитов Гренландии — катаяк.
У чукчей горлохрипение на вдох и выдох пилгэйнгэн сопровождает женские танцы, у различных этнических групп Камчатки — карагинцев (к'арг'айнгэтык), алюторцев (г'амъг'иситъгрнг), паланцев (кыкарэткэн), чавчуванцев (кукалйаайнганг) — оно сопровождает игровые песнепляски женщин, у ительменов горлохрипение сопровождает сольные танцы мужчин и женщин. На Колыме у эвенов и юкагиров горлохрипение на вдох и выдох сопровождает круговые песнепляски мужчин и женщин (нвргэн — эвенов, лонгдол — юкагиров-одулов). У коренных народов Таймыра круговые песнепляски, в которых участвуют мужчины и женщины, также сопровождаются горлохрипением: бетырся — у нганасан, туразь — у энцев, чонгуска и чомоокойдююр — у долган и северо-западных якутов. Все многообразие «горловых игр» и «хрипящего сопровождения танцев» является реликтом интонационно-акустической культуры народов Арктики. Он присутствует также в культуре саамов, в виде имитаций голосов птиц и животных (хорканья оленей) в песенных импровизациях мужчин.

### Монголия
В 2010 году по заявке Монголии хоомий как искусство горлового пения монголов было внесено в список нематериальных объектов Всемирного наследия ЮНЕСКО. Горловым пением сопровождается исполнение эпосов о Гэсэре, что в Монголии даже более популярно, чем в Тибете.
- хоомий — общее название горлового пения на монгольском; по монгольской версии, слово имеет не тувинское, а монгольское происхождение с таким же значением[40][41]. По мнению Нанджида Сенгедорджа (1948—2020), певца и мастера игры на цууре из Ховда, в монгольском хоомие можно выделить три направления:
  - хархираа — стиль низкого регистра, пригодный для устного исполнения эпосов в сопровождении цуура;
  - харгаа — та же хархираа, но в облегчённой для буддийских храмовых ритуалов форме;
  - шинген хоомий («хоомий переливчатый»), описываемый как «алтайско-монгольский» стиль[42];
- исгэрэх — мелодический свист, известный также в нескольких своих разновидностях (зубной свист, губной, нёбный, носовой и т.п.). В нёбно-носовых разновидностях может сближаться с тувинским сыгытом; по верованиям монголов, исгэрэх — это способ общения с «владыкой ветров»[43].

### Бурятия
По мнению буддолога и востоковеда Н. В. Абаева, у бурят было своё соответствие тувинскому хоомею, однако его поглотило исполнительство эпоса о Гесере («Абай Гэсэр»), также включавшее элементы горлового пения (пение в приспособленном для буддийской церемонии виде). Это объясняет тувинские по преимуществу названия разнообразных народных стилей горлового пения, возрождаемого с 1990-х годов в Бурятии.

### Калмыкия
С начала 1990-х годов искусство горлового пения начинает возрождаться в Калмыкии. Выделяются два основных стиля:
- көөмә — аналог монгольского «хоомия» (см.выше);
- хәркрән, что переводится как «рёв верблюда», аналог монгольского «хархираа»/«харгаа»[45].

### Тибетское нагорье
Горловое пение в Тибете во многом не является традицией кочевников, а тесно связано с  монастырской духовной практикой (монастыри есть в обеих традициях — и в буддизме, и в религии Бон).

#### Буддизм
Во время крупных праздников (Цам, Лосар) монахи изображают голоса божеств и демонов, используя горловые вибрации. В театрализованных представлениях Тибетской оперы Лхамо актёры иногда применяют элементы горлового пения для передачи голосов сверхъестественных персонажей. В сельских регионах горловое пение может сопровождать исполнение эпосов о Гесаре (здесь он воспринимается как тибетский герой). Местные пастухи иногда используют гортанные звуки для общения с животными или имитации природных явлений (ветер, горные потоки).  
- гьюкэ («гью» по-тибетски значит «тантра», «ке» — «петь») / gyuke[46] — стиль низкого звучания с резонансом в грудной клетке; певцы пропускают звук через носоглотку и верхнее нёбо, создавая эффект «внутреннего эха»; певцами используется особая техника туммо (йогическое дыхание), делающая возможными долгие звукопропускания; в аккомпанементе с трубами-дунгченами, тарелками ролмо и барабанами нга создаваемые звуковые волны используются для перевода верующих в медитативное состояние; исполняется монахами во время ритуалов в монастырях школы Ньингма и Кагью (например, в технике гьюкэ часто исполняется мантра «Ом мани падме хум»);
- дзоке (с тибетск. «дзо» — бык, «ке» — «петь») /dzoke[46] — стиль с надсаженным горловым призвуком; применяется при чтении в однообразном ритме священных текстов буддизма (например, мантр из Гухьясамаджа-тантры);
- ян (yang) — стиль, сочетающий высокие, мелодичные обертоны с низким бурдоном; чаще встречается в народной музыке, чем в монастырских обрядах[47].

#### Бон
Бон считает себя наследником древнего государства Шангшунг, где горловое пение было частью царских ритуалов. Согласно легендам, первые звуковые техники передал людям божественный учитель Тонпа Шенраб Мивоче, основатель Бона. Ныне Бон сохранился в основном в удалённых регионах Тибета, Непала (область Мустанг) и среди тибетских диаспор. У последователей Бона горловое пение тоже часто связано с медитативными практиками, а также шаманскими обрядами и общением с духами, служа «мостом» между мирами. Например, горловым пением изображают голоса духов-покровителей (юл-лха), чтобы получить их благословение.
Для инструментального сопровождения практик используются ритуальные колокольчики шан(г) (shang), символизирующие женскую энергию,  барабаны нга, задающие ритм во время камланий, и гьялинг (gyalung) — духовой инструмент, похожий на гобой, используемый в церемониях. Многие звуки повторяют шум ветра, рёв снежного барса или журчание горных потоков, что отражает анимистические корни Бона. Практикующие Бон также  используют технику трулкхор (тиб. «магическое колесо») — циклическое дыхание для непрерывного звучания. Звуковые вибрации используются для очищения пространства и балансировки «пяти элементов» (земля, вода, огонь, воздух, пространство). Звук направляется в разные части тела (грудь, горло, макушку) для активации в них соответствующих кхорло (досл. «вихрь», «колесо» — соответствует чакрам в санскритских писаниях). Горловые напевы сопровождают и ритуалы чхатрел (проводы души), помогая умершему перейти в иное состояние. По состоянию на первую четверть XXI века большинство звуковых практик Бона передаются только внутри этой традиции, от учителя к ученику, и знание о них носит эзотерический характер.
Достоверно известен лишь один стиль горлового пения в традиции Бон:
- гьер (gyer)  «звук»/«резонанс»/«вибрация» — стиль извлечения низких, вибрирующих звуков, напоминающих гул или рычание; популяризатор стиля в России — практикующий Бон художник и музыкант А.Тегин[55].

При этом в шанг-шунгском языке слово «гьер» означает «начитывать или мелодично воспевать», и оно является эквивалентом тибетского слова «бон». В этой связи слово «гьер» в Боне может быть не просто названием отдельного стиля, но и общим понятием для горлового пения, подобном понятию «хоомей» в монголо-тувинском регионе.

## Исследования и гипотеза о происхождении
Компьютерные исследования тувинского горлового пения (стиль каргыраа), предпринятые Е. Карелиной и А. Харуто, позволили выявить реальный механизм его образования. Речь идет об одном источнике звука, частота которого равна 165 Гц. Горловой звук, извлекаемый тувинским хомейджи в «вокализной» его части, напоминает аэродинамический свист. Основные голосовые и ложные складки находятся во взаимодействии, если первые задают основной голосовой импульс, «ритмично перекрывая поток воздуха», то вторые, формируя «свистковое отверстие», «отзываются на каждый такой импульс аэродинамическим свистом частотой 2-4 кГц».
Аналогичные исследования, проведенные Б. П. Черновым, В. Т. Масловым, показали, что среди хакасских певцов-сказителей имеет место иная вокальная техника, хотя хакасский хай также определяется как горловое пение.
Хай представляет собой мелодическую речитацию в небольшом диапазоне с одновременным произнесением эпического текста. Хакасский вариант определяется исследователями как горловое «одноголосное хрипящее пение». При горловом пении хакасов вестибулярные складки также включаются в работу одновременно с голосовыми. Отличительной особенностью в каждом отдельном случае является форма и степень сокращения входа в гортань. Если в тувинском хоомее вестибулярные складки формируют круглое свистковое отверстие диаметром 1—1,5 мм, то в хакасском это отверстие имеет больший диаметр — 3—5 мм и каплевидную форму. Положение гортани менее фиксировано, чем у тувинцев. Она подвижна, как при речевой функции. Продолжительность дыхания у хакасов менее ёмкая, что обусловлено, по-видимому, большим диаметром отверстия вестибулярных складок. При хае язык работает, как при речи, не являясь регулятором высоты.
Тем не менее, в обоих случаях имеет место расширенное использование певцом собственного тела в качестве орудия звукоизвлечения (по сути, в качестве музыкального инструмента).
Игра на хомусе и курае (сыбызгы), традиционных инструментах тюркских народов, предполагает использование голосового аппарата. Башкирский кубыз (варган) и курай, отчасти и казахский сыбызгы, нередко звучат с использованием низкого голосового (горлового) бурдона. В последнем случае он является важной составляющей общего звучания инструмента. По мнению некоторых исследователей, именно хомус, курай, а также смычковые с волосяными струнами  во многом предопределили появление горлового пения как такового. Так, «эталоном горлового пения было двузвучие флейт и варгана». Э. Алексеев обращает внимание на тесную связь мелодического способа игры на варганах и феномена горлового пения. В обоих случаях преобладает «та же техника получения обертонов с помощью фонетико-артикуляционных приемов. Поэтому этот род музицирования на варганах чаще распространен в зонах йодлированного пения — Тироль, и вообще альпийская зона, Тува, с её разнообразием горловых стилей (сыгыт, хоомей, каргыраа, борбаннадыр и другие), Башкирия, с ее знаменитым в прошлом «узляу». Об этом же пишет Б. Смирнов, характеризуя монгольский музыкальный материал. Горловое пение хоомей, распространенное у западных охотничьих племен, возникло «в подражание искусству игры на цоре и аман-хууре ».